# Ich bin: Celine Dion
Ich bin: Celine Dion (Originaltitel: I Am Celine Dion) ist ein US-amerikanischer Dokumentarfilm aus dem Jahr 2024 unter der Regie von Irene Taylor Brodsky, der sich um die kanadische Sängerin Céline Dion dreht. Der Film schildert Dions Leben, ihre Karriere und ihren Kampf mit dem Stiff-Person-Syndrom. Er wurde am 17. Juni 2024 in New York City uraufgeführt und am 21. Juni 2024 von Amazon MGM Studios in die Kinos gebracht. Er ist seit dem 25. Juni 2024 bei Prime Video als Streaming verfügbar.

## Produktion
Sony Music Entertainment gab im September 2021 bekannt, dass ein Dokumentarfilm in Spielfilmlänge in Arbeit sei. Der offizielle Titel des Films wurde im Januar 2024 bekannt gegeben, wobei Amazon MGM Studios die Vertriebsrechte erwarb. Der Trailer zum Film wurde am 23. Mai 2024 veröffentlicht.

## Rezeption

### Kritik
Bei seiner Veröffentlichung erhielt I Am: Celine Dion von den Kritikern begeisterte Kritiken.
Chris Azzopardi von der New York Times erklärte: "Dions Stimme hat sie zum Star gemacht; dieser Film ist darauf bedacht, sie zu einer Person zu machen. Peter Debruge von Variety schrieb: "Wie alles, was Celine Dion macht, fühlt sich auch 'I Am' sehr persönlich und aufrichtig an". Laut Suzannah Ramsdale vom Evening Standard ist der Film "ein roher, herzzerreißender und zutiefst bewegender Einblick in das zurückgezogene Leben eines einmaligen Talents, das in seiner Blütezeit unterging". Dennis Schwartz von Ozus's World Movie Reviews kam zu dem Schluss, dass der Film eine inspirierende Dokumentation sei.

### Zuschauerresonanz
I Am: Celine Dion wurde zum weltweit meistgesehenen Film auf Amazon Prime Video. Er war dort der meistgesehene Film vom 21. bis 27. Juni 2024 innerhalb der ersten drei Tage der Veröffentlichung mit 82,8 Millionen gesehenen Minuten. Der Film verzeichnete in der zweiten Woche einen Anstieg der Zuschauerzahlen um 83 % und erreichte 151,2 Millionen Sehminuten.

## Soundtrack
Der Soundtrack zu I Am: Celine Dion wurde am 21. Juni 2024 veröffentlicht. Das Album enthält 13 der wichtigsten Hits von Dion, zusammen mit sieben Originalmusikstücken, die hauptsächlich von Redi Hasa komponiert und von Alberto Fabris produziert wurden.
Im Film verwendete Lieder in chronologischer Reihenfolge
Alle Lieder wurden von Celine Dion gesungen, sofern nicht anders angegeben. 
1. "L'amour est un oiseau rebelle" von Maria Callas
2. "River Deep, Mountain High"
3. "A New Day Has Come"
4. "Because You Loved Me"
5. "Pour que tu m'aimes encore"
6. "The Power of Love"
7. "My Heart Will Go On"
8. "Chattanooga Choo Choo"
9. "Le ballet"
10. "Hush, Little Baby" / "Chandelier"
11. "Treat Her Like a Lady"
12. "Tellement j'ai d'amour pour toi"
13. "Visa pour les beaux jours"
14. "If That's What It Takes"
15. "Ashes"
16. "That's the Way It Is"
17. "All by Myself"
18. "Ebben? Ne andrò lontana" by Maria Callas
19. "I've Got the Music in Me"
20. "Moonlight Sonata"
21. "Zora sourit"
22. "Je crois toi"
23. "Help! von John Farnham
24. "You're the Voice" von Celine Dion und John Farnham
25. "I'm Alive"
26. "Love Again"
27. "Valse adieu"
28. "Who I Am" by Wyn Starks
29. "L'amour est un oiseau rebelle"